# William Collum
Pour les articles homonymes, voir Collum.
William Collum, né le 18 janvier 1979 à Glasgow, est un arbitre écossais de football. Il est international depuis 2006.

## Carrière
Il officie dans des compétitions européennes de clubs, que ce soit la Ligue des champions de l'UEFA, la Ligue Europa ou la Coupe Intertoto. 
Il officie en finale du Championnat d'Europe de football des moins de 19 ans 2008 et lors de la Supercoupe de l'UEFA 2015.

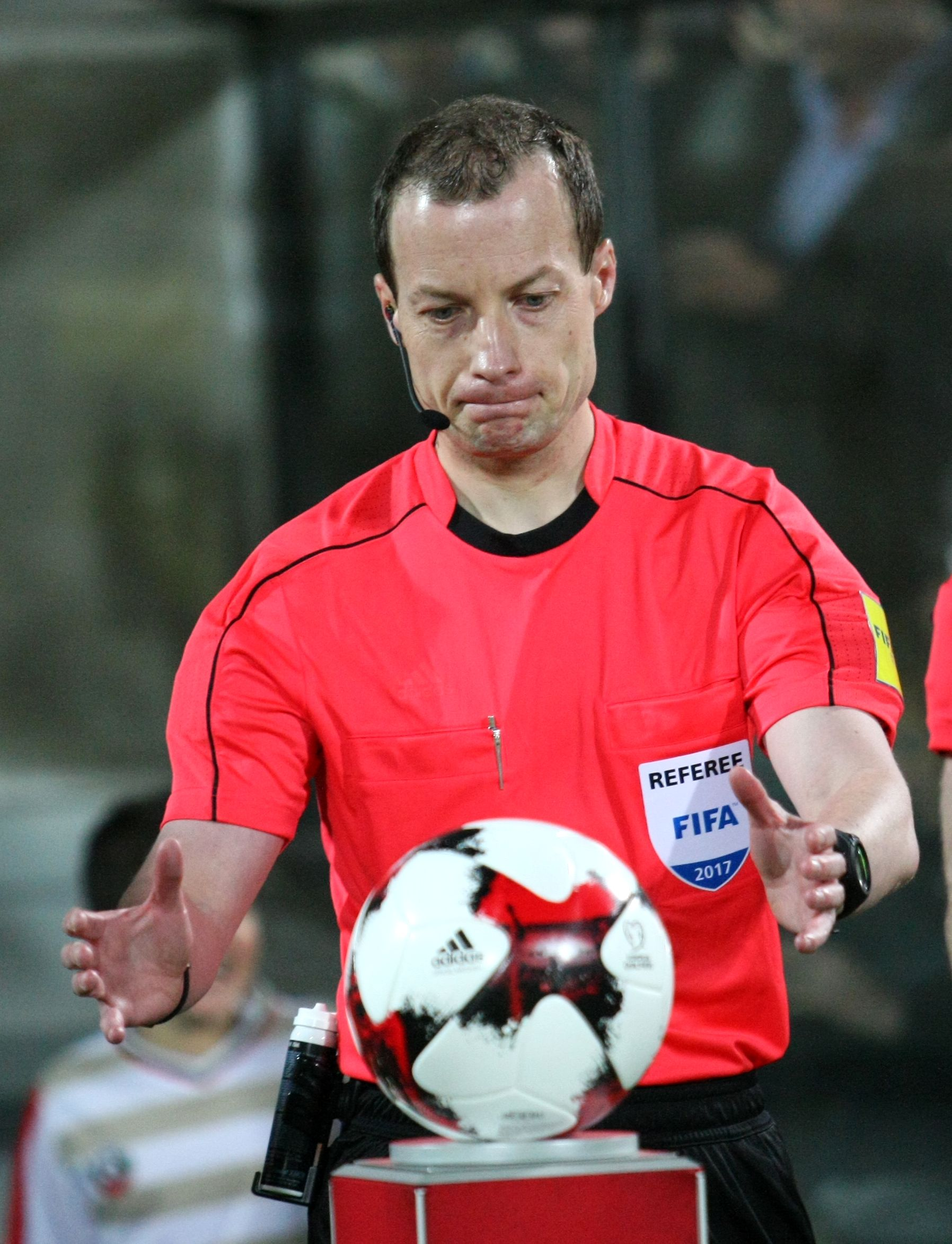

Il a été sélectionné parmi les 18 arbitres pour l'Euro 2016 en France.